# Ланча, Вацлав
Ва́цлав Ла́нча (чеш. Václav Lanča, род. 14 августа 1966, Острава) — чехословацкий гандболист, полевой игрок, тренер. Участник летних Олимпийских игр 1992 года.

## Биография
Вацлав Ланча родился 14 августа 1966 года в чехословацком городе Острава (сейчас в Чехии).
Играл в гандбол за «Баник» из Карвины, затем за испанский «Вальядолид», швейцарские «Грассхопперс» из Цюриха и «Берн».
В 1992 году вошёл в состав сборной Чехословакии по гандболу на летних Олимпийских играх в Барселоне, занявшей 9-е место. Играл в поле, провёл 4 матча, забросил 14 мячей (семь в ворота сборной Бразилии, три — Венгрии, по два — Швеции и Германии).
После завершения игровой карьеры стал тренером. Возглавляет мужскую команду швейцарского «Виля».